# 3rd Marine Aircraft Wing
3ème escadre aérienne du Corps des Marines
La 3rd Marine Aircraft Wing (en abrégé 3rd MAW) est la principale unité aérienne de la côte ouest du Corps des Marines des États-Unis. Il a son siège à la Marine Corps Air Station Miramar, à San Diego, en Californie, et fournit l'élément de combat aérien pour la I Marine Expeditionary Force. L'aile est composée d'un escadron de quartier général, de quatre groupes de vol, d'un groupe de commandement et de contrôle de l'aviation et d'un groupe de génie aéronautique.

## Mission
Fournir des forces aériennes expéditionnaires prêtes au combat capables d'un déploiement mondial à court préavis à la Force tactique terrestre et aérienne des Marines (Marine Air-Ground Task Force - MAGTF), Fleet Marine Force et Unified Combatant Command.

## Force actuelle

### Emplacements
Les unités de la MAW-3 sont situées dans l'ouest des États-Unis dans les bases suivantes :
- Marine Corps Air Station Miramar
- Marine Corps Air Station Yuma
- Marine Corps Air Station Camp Pendleton
- Marine Corps Air Ground Combat Center Twentynine Palms (en)

### Unités subordonnées
- Marine Aircraft Group 11
- Marine Aircraft Group 13
- Marine Aircraft Group 16
- Marine Aircraft Group 39
- Marine Air Control Group 38
- Marine Wing Headquarters Squadron 3

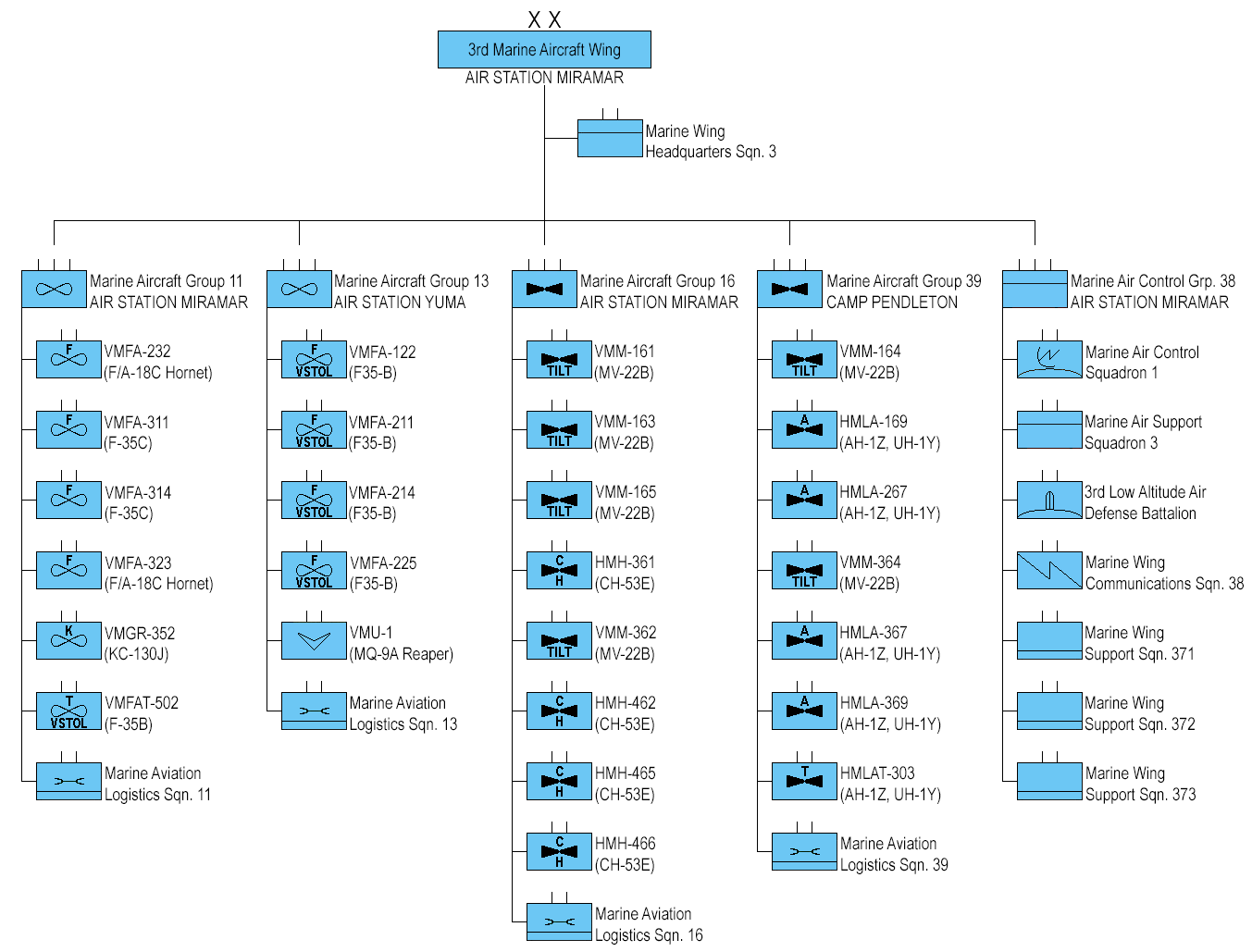
Diagramme du MAW-3 en 2025

- 3rd Marine Aircraft Wing Band [1]

## Historique

### Origine
La 3rd Marine Aircraft Wing a été mise en service le 10 novembre 1942 à la Marine Corps Air Station Cherry Point, en Caroline du Nord, avec une liste de personnel de 13 officiers, 25 hommes enrôlés et un avion, un entraîneur. L'histoire de combat de l'escadre a commencé avec le déploiement d'un escadron de bombardiers pendant la Seconde Guerre mondiale le 3 décembre 1943. Un peu plus d'un an plus tard, l'escadre a déployé un escadron de chasseurs de nuit à l'appui de l'effort de guerre.